# Hoge Enk
Hoge Enk est un village situé dans la commune néerlandaise d'Elburg, dans la province de Gueldre. Le 1er janvier 2007, le village comptait 900 habitants.